# X – Greatest Hits
X – Greatest Hits er et opsamlingsalbum af den svenske rapper Petter, udgivet den 3. december 2008.

## Sporliste
1. "Min click" (feat. Kihlen)
2. "Mikrofonkåt" (Remix)
3. "Vinden har vänt"
4. "Du vet att jag gråter" (feat. Kaah)
5. "Saker & ting" (feat. Eye N' I)
6. "Så klart" (feat. Eye N' I)
7. "Tar det tillbaka"
8. "Ey yo" (feat. ADL)
9. "Samma samma"
10. "Fredrik Snortare & Cecilia Synd"
11. "Repa skivan"
12. "Det går bra nu"
13. "Storstadsidyll"
14. "Eller?" (feat. Natural Bond)
15. "God Damn It"
16. "Logiskt" (feat. Säkert!)
17. "Goda dagars magi"
18. "Min kärleksaffär"
19. "Det går bra nu" (Remix)
20. "Repa CD'n" (Remix)